# لانچیا ایپسیلون
لانچیا ایپسیلون (Lancia Ypsilon) خودرویی است که از سال ۱۹۹۵ تا کنون توسط شرکت لانچیا تولید شده‌است. طراحی آن خودروهای موتور جلو-محور جلو بوده‌است.